# Бхактимарга Свами
Бхактима́рга Сва́ми (IAST: Bhaktimārga Svāmī, англ. Bhakti Marga Swami; имя при рождении — Джон Питер Вис, англ. John Peter Vis; род. 5 октября 1952; Чатем, Онтарио, Канада) — канадский кришнаитский гуру, ученик Бхактиведанты Свами Прабхупады (1896—1977), один из духовных лидеров Международного общества сознания Кришны (ИСККОН). Курирует деятельность ИСККОН в Канаде и во Флориде.
Бхактимарга Свами также известен как «Ходячий монах» (англ. The Walking Monk): он пересёк пешком такие страны, как Канада, Израиль, Ирландия, Гайана, острова Тринидад и Вити-Леву. В 1996—2007 годах он три раза пешком пересёк Канаду, пройдя в общей сложности около 24 000 км. В 2003 году выступил одним из главных героев документального фильма о трансканадском шоссе The Longest Road, спродюсированного Национальным советом кинематографии Канады.

## Биография

### 1952—1972 гг. Ранние годы
Джон Вис родился 5 октября 1952 года в городке Чатем, в канадской провинции Онтарио. Он был первым из шестерых детей в семье. Его родители были ревностными католиками и воспитали сына в христианской вере. В юности, во многом благодаря влиянию музыки The Beatles, Джон заинтересовался духовностью Востока и идеями движения хиппи. После окончания средней школы, он оставил сельскую жизнь на родительской ферме и поступил на учёбу в Кембрийский колледж в Садбери, где изучал изящные искусства.

### 1972—1984 гг. Знакомство с кришнаитами и обращение в гаудия-вайшнавизм. Первые годы в ИСККОН
В 1972 году Джон впервые приехал в Торонто, надеясь встретиться там с хиппи. Однако, вместо длинноволосых хиппи, он повстречал «поющих и танцующих» бритоголовых кришнаитов. Несмотря на то, что последователи Кришны показались ему «очень странными», его привлёк их образ жизни, ведь в те годы среди молодёжи было очень модно быть «радикальным, смелым и отличным от всех остальных».
В 1973 году Джон оставил учёбу в колледже, принял монашеский образ жизни и поселился в кришнаитском ашраме в Торонто. В том же году он получил посвящение в ученики от основателя ИСККОН Бхактиведанты Свами Прабхупады, который дал ему духовное имя на санскрите «Бхактимарга Даса», что в переводе означает «слуга пути бхакти». В 1970-е годы Бхактимарга занимался обучением новообращённых кришнаитов и был лидером группы монахов, распространявших духовную литературу.

### 1984—н.в.Деятельность в руководстве ИСККОН
В 1984 году Бхактимарга принял от Гопала Кришны Госвами посвящение в санньясу (уклад жизни в отречении в индуизме) и титул «свами». В 1985—1995 годах Бхактимарга Свами исполнял обязанности президента торонтского храма. В марте 2000 года его избрали одним из членов Руководящего совета ИСККОН и с тех пор курирует деятельность ИСККОН в Канаде. Бхактимарга Свами также исполняет в ИСККОН обязанности инициирующего гуру. Его базой по сей день является храм ИСККОН в Торонто.
Взгляды Бхактимарги Свами на роль Руководящего совета в жизни ИСККОН изложены на официальном сайте Руководящего совета. Бхактимарга Свами выступает за постоянное информирование членов ИСККОН о различных проектах Руководящего совета и о встающих перед ним проблемах. Бхактимарга Свами придерживается мнения, что многозадачный режим работы членов Руководящего совета, в частности, совмещение административных функций с обязанностями гуру, приводит к подрыву эффективности работы Совета. По его мнению, для улучшения ситуации необходимо воспитывать новое поколение лидеров, способных занять места тех гуру, которые сейчас находятся в составе Руководящего совета. Бхактимарга Свами также считает, что отсутствие официальной позиции Руководящего совета по ряду вопросов негативно сказывается на репутации Совета.

### 1996 г. Первый переход через Канаду и участие в фильмеThe Longest Road
В 1996 году, к 100-летию со дня рождения Бхактиведанты Свами Прабхупады, Бхактимарга Свами пешком пересёк Канаду с запада на восток. Он начал свой путь в апреле в Ванкувере и достиг мыса Спир на острове Ньюфаундленд 6 декабря. Пройденная им дистанция составила 8568 км. Своей целью он объявил побудить канадцев искать решение жизненных проблем посредством духовности. Бхактимарга Свами вспоминает: «Мой первый переход через Канаду был далеко не лёгок, я переоценил свои физические возможности. Мне удалось завершить его без остановки, но это оказалось для меня очень большим испытанием».
Этот переход Бхактимарги Свами лёг в основу документального фильма The Longest Road, спродюсированного Национальным советом кинематографии Канады и повествующего о трансканадском шоссе и его влиянии на жизни различных людей. Автор фильма, Кевин Александр, сопровождал Бхактимаргу Свами на протяжении всего пути. В начале фильма Бхактимарга Свами говорит, что «уникальность этого шоссе состоит в том, что она сводит всех вместе». В фильме, Бхактимарга Свами и его путешествие выступает нитью, соединяющей воедино истории различных людей, чья жизнь тем или иным образом оказалась связанной с трансканадским шоссе.

### 2003 г. Второй переход через Канаду
В 2003 году Бхактимарга Свами во второй раз пешком пересёк Канаду, на этот раз с востока на запад. Он начал свой путь 3 мая 2003 года на острове Ньюфаундленд, на крайней восточной точке Северной Америки — мысе Спир. Переход занял 215 дней и завершился в декабре того же года в городе Виктория на острове Ванкувер. Во время перехода, осуществлённого во имя мира и пробуждения в людях духовного сознания, Бхактимарга Свами «медитировал, молился и пел».

### 2006—2007 гг. Третий переход через Канаду
В 2006 году Бхактимарга Свами начал свой третий трансканадский переход в городе Виктория, на крайнем западе страны. На полпути, на границе между провинциями Онтарио и Манитоба, у него возникли проблемы со спиной, из-за чего ему пришлось завершить маршрут и провести какое-то время в больнице. В следующем, 2007 году, Бхактимарга Свами решил довести начатое дело до конца и 10 мая снова отправился в дорогу с места, где годом ранее прервалось его путешествие. В конце сентября его путь завершился на острове Ньюфаундленд, в самой восточной точке Северной Америки — мысе Спир. Пройденная им дистанция составила около 7800 км. Газета The Chronicle-Journal сравнила трёхкратный переход Бхактимарги Свами с достижениями киноперсонажа Форреста Гампа, который четыре раза пересёк бегом Америку. Другая газета писала: «трудно поверить в то, что этому монаху 54 года».
Для каждого из своих трансканадских переходов Бхактимарга Свами выбирал новый маршрут. Как правило, ежедневно он отправлялся в путь в 4 или 5 часов утра и проходил в день около 45 км, что занимало у него приблизительно 9 часов. С собой он нёс мешочек с чётками, на которых повторял мантру «Харе Кришна», «общаясь по пути с Творцом». Повторение мантры помогало ему сконцентрировать ум и, несмотря на трудности пути, пребывать в поднятом, радостном настроении.
На протяжении всего перехода, за Бхактимаргой Свами в микроавтобусе следовал его ученик Даг Кречмер, перевозивший всё необходимое. На ночь Свами останавливался либо в палатке, либо в отелях или в домах пригласивших его переночевать людей. Независимо от меняющихся погодных условий, Бхактимарга Свами продолжал своё путешествие, что помогало ему культивировать терпимость. В некоторые дни, из-за большой физической нагрузки, мускулы ног сводило и Свами мог продолжать идти с большим трудом, с помощью трости, проходя в день лишь пару километров. По пути ему встречалось много велосипедистов и бегунов-марафонщиков, а также просто разных людей, проявлявших любопытство и интерес к тому, что он делал.
За три трансканадских перехода с Бхактимаргой Свами случилось много приключений. Одним из самых запоминающихся была встреча нос к носу с медведем гризли в лесах Британской Колумбии. Убегать не имело смысла, так как гризли передвигаются быстрее людей. Всё закончилось тем, что медведь обнюхал Свами и удалился восвояси.
В интервью прессе Бхактимарга Свами заявил, что целью его перехода было сближение с природой, улучшение своего здоровья, популяризация медитации и «культуры хотьбы пешком». Его желанием было встречаться с людьми, вдохновлять их «открыть самих себя через посредство хотьбы пешком» и вдохновляться самому. Бхактимарга Свами также заметил, что с каждым переходом его опыт становился всё более положительным, он всё больше и больше учился и узнавал нового, в том числе и о себе. По сравнению с серединой 1990-х годов (когда он совершил свой первый трансканадский переход) канадцы показались ему «более открытыми для альтернативных форм жизни». В другом интервью Бхактимарга Свами сказал, что ходить пешком помогает ему «расти духовно и переносить физические трудности», даёт ему много время на размышления и медитацию, на «познание того, кто ты есть на самом деле».

### 2008—2009 гг. Переход через Ирландию и Фиджи
В сентябре 2008 года Бхактимарга Свами пешком пересёк Ирландию с севера на юг. Он начал свой путь от городской ратуши Белфаста 1 сентября и завершил его 14 сентября в Корке на юге Ирландии. Перед тем как отправиться в путь, Бхактимарга Свами заявил британской газете The Sun: «Я полагаю, что наши стопы должны делать то, что является естественным для них — ходить».
В августе 2009 года Бхактимарга Свами пересёк пешком остров Вити-Леву — крупнейший остров архипелага Фиджи. В интервью газете The Fiji Times он объявил, что желает «вдохновить людей вернуться к паломническому стилю жизни, свободному от забот и машин». Он также сказал, что ходьба пешком имеет традиционные корни, уходящие во времена, когда монахи совершали пешие паломничества, размышляя о внутренней духовной жизни.

### 2011—2013 гг. Четвёртый переход через Канаду
В сентябре 2011 года 59-летний Бхактимарга Свами начал свой четвёртый переход через Канаду, который должен занять три года и завершиться в 2013 году. Точкой отправления стал мыс Спир в Ньюфаундленде, на крайнем востоке Канады. В микроавтобусе за Бхактимаргой Свами следует его ученик, который перевозит всё необходимое для длительного путешествия.
Как и в предыдущие разы, трансканадский переход кришнаитского монаха-вегетарианца привлёк внимание СМИ. В интервью Бхактимарга Свами признался, что хождение пешком помогает ему «распутать паутину ума», улучшить своё физическое, психологическое и духовное состояние. Одной из своих основных целей он назвал популяризацию интроспективного пешего паломничества. Он высказал мнение, что ходьба помогает людям открыть себя, решить проблемы кризиса идентичности, избавиться от стресса и проблем в отношениях. По мнению Бхактимарги Свами, современному человеку необходимо «отстраниться от электронных приборов и машин, вернуться к базовым вещам». Хождение пешком полезно для здоровья и «даёт людям возможность общаться друг с другом».
Зимой-весной 2012 года Бхактимарга Свами прервал своё путешествие на несколько месяцев, продолжив его в мае того же года. Всё лето он в среднем проходил по 30 км в день. В одном из интервью он отметил, что в предыдущие разы он проходил в день по 40 км и пересекал Канаду за 6 месяцев. Однако, в этот раз он вынужден был принять во внимание свой преклонный возраст. В середине августа 2012 года Бхактимарга Свами рассказал в интервью, что планирует остановиться на границе Онтарио с Манитобой и возобновить свой переход в мае 2013 года, завершив его в том же году в городе Виктория, Британская Колумбия. В другом интервью он поведал, что большинство встречающихся по пути людей относятся к нему дружелюбно, а к тем, кто проявляет враждебность, он относится «с состраданием». В интервью CTV News Бхактимарга Свами также сообщил, что за один трансканадский переход изнашивает по четыре пары обуви.

## Театральная деятельность и работа на телевидении
В ИСККОН Бхактимарга Свами получил широкую известность как автор и режиссёр-постановщик театральных спектаклей на индуистские темы, в частности, по мотивам древнеиндийских эпосов «Рамаяны» и «Махабхараты». По данным официального сайта ИСККОН в Канаде, он регулярно презентует свои спектакли в Северной Америке, ЮАР и Индии. Бхактимарга Свами написал и поставил следующие театральные произведения: «История Джаганнатхи», «Демон», «Дхрува», «Три жизни Бхараты», «Рамаяна», «Кришна, восьмой мальчик», «Маричи», «Бог есть», «Боги и демоны», «Вамана», «Гита», «Стихи Чайтаньи», «Одинокие люди», «Свидетель», «Брат, ты мне нужен», «Панча-таттва», «Десятая песнь», «Бросая кости» и «Кунти и Карна». Такие его постановки, как «Лодочник», «Большая рыба, маленькая рыба» и «Век Кали» стали классикой кришнаитского театра.
Драма «Век Кали» часто демонстрируется на фестивалях йоги. В драме повествуется о внутренней борьбе человека со своими пороками, о преодолении их с помощью методов йоги. Каждый из пороков (вожделение, гнев, жадность, зависть, безумие и иллюзия) имеет персонифицированную форму и играется актёром. Драма была написана более 100 лет назад в Бенгалии, но Бхактимарга Свами адаптировал её для современного зрителя.
В 1990-е годы Бхактимарга Свами был ведущим и продюсером телепередачи On the Way to Krishna («На пути к Кришне»), в течение шести лет регулярно выходившей в эфир на канадском кабельном телеканале VisionTV.

## Публикации
- Bhaktimārga Swami. The Sound of One Monk Walking (недоступная ссылка — история) // Back to Godhead. — Philadelphia, PA: Bhaktivedanta Book Trust, 1997. — Vol. 31, № 4. — P. 18-25. — ISSN 0005-3643.